# Silje Weitze Antvorskov
Silje Weitze Antvorskov (født 12. oktober 2004 på Frederiksberg) er en cykelrytter fra Danmark, der kører for Team Friis ABC ACR.

## Karriere
I 2022 blev hun medlem af Holbæk Cykelsport. Her kørte Weitze Antvorskov den 3. september 2022 sit første cykelløb, da hun som 17-årig deltog i Cykleklubben FIX Rødovres “børne begynder løb” på Flyvestation Værløse. Her endte hun på andenpladsen blandt både drenge og piger. Efter at have kørt som juniorrytter, stillede hun den 11. juni 2023 for første gang op i seniorrækken, da hun i dame B-rækken stillede op i Ordrup Cycle Club’s licensløb. Hun fortsatte i B-rækken indtil Randers Bike Week i 2024, hvor hun endte på en samlet andenplads. 11. august 2024 kørte hun første éndagsløb blandt landets bedste ryttere i A-rækken, da det endte med en 6. plads ved ABC København Classic.
Den 22. november 2024 blev det offentliggjort at Silje Weitze Antvorskov fra 2025-sæsonen skulle repræsentere det danske DCU Elite Team, Team Friis ABC ACR. Ved DM i landevejscykling 2025 kom hendes til dato største resultater. Ved linjeløbet for elitedamer endte hun på 7. pladsen, og vandt bronzemedalje ved U23-damernes linjeløb. I enkeltstarten endte hun på 4. pladsen.

## Meritter
2023
1. plads, Nørrebro CK GripGrab Grand Prix
1. plads, Spar Nord Enkeltstart i Holbæk
1. plads, Fri Bike Shop Sønderborg-løbet
2. plads, STARK-løbet
2. plads, Grand Prix Lumsås
3. plads, 2. afdeling af U17-Ladies Cup
2024
1. plads, Spar Nord Enkeltstart i Holbæk
2. plads samlet ved Randers Bike Week
2. plads, Sjællandsmesterskabet i linjeløb
2. plads, Næstved BC-løbet
2025
1. plads, Sjællandsmesterskabet i linjeløb
1. plads, Grand Prix Sandbjerg
2. plads samlet ved Campione Pinse Cup
3. plads, 2. afdeling af Bording Cup Ladies
3. plads, #HurtigJoakimLøbet
3. plads, Silkeborgløbet
3. plads, DM i U23-linjeløb
4. plads, DM i U23-enkeltstart
7. plads, DM i linjeløb